# Liszna (Sanok)
Pour les articles homonymes, voir Liszna.
Liszna est une localité polonaise de la gmina et du powiat de Sanok en voïvodie des Basses-Carpates.